# ふしぎトーボくん
『ふしぎトーボくん』は、作画：ちばあきお、原作：千葉樹之（現・七三太朗）による日本の漫画。『月刊少年ジャンプ』（集英社）にて、1982年から1983年まで連載された。ジャンプコミックス全6巻、ちばあきお名作集3-5巻、集英社漫画文庫全4巻。

## 概要
動物や植物、宇宙人などの人間以外の生物と会話ができる少年の物語である。東京（足立区の千住）が物語の舞台で、主人公と周囲の人や、動物たちとの触れ合いを通した日常の生活が描かれている。
ジャンプ・コミックス単行本カバーにある作者の言葉は、奇数巻が千葉樹之、偶数巻がちばあきおとなっている。千葉樹之の解説には、『キャプテン』『プレイボール』の長期連載2作品で疲れた作者2人が「次作は短編ものにしよう」と考えてスタートしたのが本作品、とある。

## あらすじ
田中としお（愛称：トーボ）は、動物や植物と会話ができる特殊な能力を持っていた。しかし、その能力のためにいじめを受けてしまい、動物たちとはすぐに仲良くなれるものの、人間とのコミュニケーションを苦手としていた。
人間社会になじめなかったため、トーボは小学校に通わずに施設に入れられていた。あるとき、父親と暮らすために再び自宅に帰ってくることになったが、帰宅後も人間より動物との会話を優先してしまい、父親から「明日中に父以外の人間と付き合えなければ施設に送り返す」と言われてしまう。翌日、トーボは勇気を出して近所の子供たちのいる公園へと向かい、ちょっかいを出してきた子供たちとは喧嘩してしまうが、父親との約束は果たす。
その後、自宅周辺の動物たちや同級生たちとの生活を通して、特殊な能力を発揮しながら徐々に人間社会になじんでいく。

## 登場人物

### 田中家
田中としお（トーボ）
本作の主人公の少年。短髪に横長の丸顔で、耳と目がややつり上がっている。作品中では小学４年生。
動物たちと会話ができる特殊な能力を持っている。母親は彼を出産時に亡くなっており、母親の飼い犬（シロ）が彼の面倒を見ていた。このことが特殊能力の原因になった、とトーボ自身は語っている。
人見知りの激しい性格で、父親以外の人間とはほとんど会話ができなかったが、自宅周辺にいる犬や自宅のネズミなどの動物たちの協力を得ながら、徐々に同世代の子供たちとコミュニケーションが取れるようになっていく。学校に行ってからは、勉強にはなかなかついていけないものの、クラスの生徒との日常会話は普通にできるようになっていった。
人間以外の生物との会話能力は広範囲に及び、作品中では、犬、猫、ネズミなどの哺乳類、インコ、スズメ、ニワトリ、カラスなどの鳥類、ハエ、トンボなどの昆虫類、マンジュシャゲなどの植物、宇宙人と宇宙人のペットと会話をしている。地球やその他の天体との交信も可能である。また、UFOが見える能力や予知能力もあり、地震予知ができ、ジャンケンに負けない特技を持つ。物語の終盤では、人間、動物に限らず相手のウソを見抜く能力もあることが明らかになる。
トーボの父（名前不明）
トーボの父親で、自宅で靴屋を営んでいる。妻亡き後は彼がトーボを育てていたが、仕事で忙しい時は妻の飼い犬（シロ）がトーボを育てていた。そのことは父親自身も知っており、それがトーボの特殊能力の原因になったことについては「取り返しのつかないことになった」と考えている。
競馬が趣味で、渋るトーボを強引に連れだしたりしている。
トーボの母（名前不明）
トーボの母親で、トーボを出産時に亡くなっている。飼い犬のシロを大変可愛がっていた。本編で姿は描かれていない。
シロ（トーボの母親の飼い犬）
トーボの母親が可愛がっていた飼い犬。母親が亡くなった後、母親の代わりに授乳も含めてトーボの面倒を見ていた。本編では回想シーンにのみ登場する。
クロ
トーボ宅の飼い犬。短足で太っており、やや大型。ふてぶてしい面構えをしている。
元々は別宅（メリヤス屋）で飼われていたが、一日中紐につながれており、非常にストレスが溜まっていた。いつも登下校時に自分にいたずらをする小学生に復讐しようとしていたところ、あるとき紐が切れて自由の身になり、小学生に復讐したことで人間に追われるようになった。事情を知ったトーボにかくまわれ、トーボ宅の飼い犬となる。
見た目は怖いが心は優しく、自分と似た境遇にいた犬を助け出したりもした。性格は大胆で、なわばりの外でサバイバルの旅を行ったり、五丁目のボス犬の挑戦状を受けたりと怖いもの知らずだが、高所恐怖症である。
元々体色は淡いトーンで表されていたが、後に靴墨で全身を真っ黒に染められた。
ゴロー
第二話に出てくるおばあさん宅にいたオスの飼い猫で、後のトーボ宅の飼い猫。
猫でありながらネズミが怖くて捕れず、ネズミの提案による取引をしてネズミに養ってもらって生活していた。あるとき、野良猫がネズミを捕らえる姿を目撃して猫の本能が目覚め、取引を捨ててネズミを襲撃するが、野良猫がネズミの策略で事故死した場面を見て、ネズミを恐れて家出した。川に飛び込んで自殺を図ったところでトーボに助けられ、トーボ宅の飼い猫となる。
元々の名前は「タマ」といい、タマを探しに来たおばあさんが偶然トーボ宅の屋根でゴローを見かけ、それがきっかけで再びおばあさん宅に戻っていった。ただし、後にトーボ宅に悩み相談に来ている。
ミッキー
トーボ宅に棲んでいるネズミ。口が悪い。トーボが施設に入る前からの知り合い。

### 小学校関係
諏訪ユリ子
トーボと同級生の女の子。飼っていたインコの爪を切りすぎて血が止まらなくなり困っていた時に、動物の治療が上手な子がいるという噂を聞いてインコと一緒にトーボ宅にやってきた。動物と会話ができるトーボの能力を実際に見たときには怖がらずに感動しており、他の子供たちがトーボを気味悪がって避ける中で、最初からトーボと普通に接することができた人物である。トーボが小学校に入ったときは同じクラスの隣の席となり、何かとトーボの面倒を見るようになった。
山田英夫
トーボと同級生の男の子。同じクラスの諏訪ユリ子がインコの治療先を探していた時にトーボ宅まで案内したが、最初は気味悪がってトーボに近づかなかった。トーボの能力に感動した諏訪ユリ子の影響でトーボに興味を持つようになり、世間知らずだったトーボに野球の練習などを教えることになった。
ヨシコ
けい子
まり子
諏訪ユリ子の友達で、ユリ子の誕生会の時に招待されていた女の子たち。初対面のトーボとも普通に会話をしていた。
同じクラスの女の子
トーボのクラスメイト。トーボのジャンケンの強さをけい子から聞かされ、勝負をしてみたがまったく勝てなかった。
同じクラスの男の子
諏訪ユリ子がトーボのことをクラスメイトに説明した時、施設に入る前のトーボが一度学校に入学していた時のことを説明した男の子。以前のトーボを「へんちくりんな子だった」と評していた。
岩城
トーボより一つ年上の５年生の男の子。ガキ大将で、体が大きく乱暴者。あまり周りからは好かれていない様子で、素行の悪さは学校中に知れ渡っている。トーボの能力に興味がわいて、UFOを見たいがためにトーボを学校の屋上に呼び出したが自分の望む結果にならず、腹が立ってトーボを叩きのめそうとした。その後も何度かトーボに関わってくる。
カギっ子で寂しがり屋。自宅で飼っていたコロという犬の治療のためにトーボを招いたがすでに手遅れで、その最期には涙を見せた。
岡田
岩城のクラスメイトで子分の一人。額に傷がある。第一話でトーボが公園に行ったときにちょっかいを出した人物と同じ容姿だが、同一人物であるかは不明。
浅井
岩城のクラスメイトで子分の一人。トーボの他人の嘘を見抜く能力が全校に知れ渡るきっかけとなった事件を起こした。
クミコ
岩城のクラスメイトの女の子。浅井が起こした事件を解決する証言者となった。
花岡先生
トーボのクラスの担任の先生。トーボの特殊な能力の話は聞いていたが、特別扱いはしない方針の教育をする。トーボの能力自体は否定していない。

### その他の人
おばあさん
トーボの飼い猫（ゴロー）の元飼い主。おばあさん宅から家出してしまったゴローをトーボ宅で見かけてから頻繁にトーボ宅に来るようになり、トーボ宅に招かれたときにゴローを育てたいきさつをトーボに説明した。最後は再びゴローを引き取った。
幽霊と会話ができるおじいさん
犬たちにちょっかいを出されていたところをトーボに助けられた。戦死した息子の幽霊が見え、会話ができる。トーボの特殊な能力に理解を示した。

### 動物

#### 犬
カブ
トーボの自宅周辺の犬たちのボス。トーボが施設に入る前からの知り合い。周囲の人間の会話から、過去にトーボの世話になっていた可能性がある。白色の長毛のオスの大型犬で、いつも舌を出している。
五丁目のボス犬から挑戦状を受けたとき、自分ではかなわないと思い、強面のクロを推薦した。
デバ
カブの仲間のオス犬。中型犬で歯が出ている。ジャンプ力がある。周りの状況がよく見えているようで、何か異変があったときは大抵彼が発見している。
ベス
カブの仲間のオス犬。大型犬。デバとよく会話をしている。
その他の犬
カブの仲間にはその他に三頭（メスの中型犬一頭と性別不明の小型犬二頭で、それぞれ名前は不明）がいる。初期には、このほかに眼帯を付けた中型犬と黒色の中型犬もいた。
シロ
クロに助け出されて新しく仲間になったオス犬（トーボの母親の飼い犬と同じ名前だが、無関係である）。白色で短毛の中型犬。体や顔つきはほっそりしている。
元々は狭い檻の中で飼われていた飼い犬で、ストレスのためにいつも前を通る者に吠えかかっていた。通りかかったクロが自分の身を思い出して同情し、地面を掘って抜け穴を貫通させたことで自由の身となる。以降はクロと二頭で行動することが多く、クロとサバイバルの旅に出たこともあった。普段はカブの仲間と一緒にいる。
コロ
岩城の飼い犬。岩城が両親に黙って金を持ち出し、勝手にペットショップで購入したため、岩城の両親からは無視されていた。岩城からは大変可愛がられていたが、予防接種を受けていなかったため病気にかかり、トーボに看取られて亡くなる。
五丁目のボス犬
カブやクロの暮らすエリアとは別の五丁目に棲む犬たちのボスで、秋田犬のオス犬。顔に傷がある。自分のなわばりを拡大しようとしてカブに挑戦状を突き付けたが、カブの代わりにクロと対戦することになった。
ペチ
近所のメスの飼い犬。クロのお気に入りの犬で、ペチもクロを気に入っている。
ポチ
「地獄耳のポチ」と呼ばれる老犬。昔は辺り一帯を荒らしまわっていた大ボスだった。色々な情報に通じている。クロが五丁目のボス犬と決闘するときには、訓練のコーチを担当した。物語終盤でトーボが犬たちから避けられてしまった時は、トーボの理解者としてトーボを擁護し、犬たちを叱責した。

#### 猫
野良猫
トーボ宅の周辺にいる野良猫たち。特に名前などは出てこない。よく犬たちと言い争いをしている。
ラブ
ゴローの棲む家（おばあさん宅）の隣に建てられたマンションの一室に棲むメスのペルシャ猫。ゴローに部屋の外の世界を案内してもらうが、あるすれ違いによりゴローから離れてしまう。このことでゴローは悩み、トーボのところへ相談に来た。
山猫
北国からやってきた山猫。森で誤ってウサギの罠にかかって右前脚を負傷してしまい、とっさに通りかかったトラックの荷台に飛び乗ったところで気を失い、都会に来てしまった。都会の野良猫から喧嘩を吹っ掛けられていたところをトーボに助けられ、治療を受けた。治療中、自分の生い立ちなどを話すうちに都会の野良猫、野良犬たちが野生の生活に憧れてしまい、彼らを指導することになった。治癒後は、再び北国に帰っていった。

#### ネズミ
おばあさん宅のネズミ
第二話に出てくるおばあさん宅のネズミたち。ネズミの長老の話によれば、飼い猫が飼い主に姿を見せずに死んでいくこと（いわゆる、自分の死期を悟った猫は家を出ていくという話）は、実はネズミの策略によるものとされている。

#### 鳥
タロウ（インコ）
諏訪家のインコ。諏訪ユリ子がタロウの爪を切りすぎて血が止まらなくなったのを、トーボが治療した。ユリ子の誕生会の時は、トーボのサポート役として活躍した。
カラス
トーボたちが林間学校に行ったときに森にいたカラス。自分にいたずらした岩城に復讐するために糞をひっかけようとしていたが、トーボに阻止されて別の騒動に発展した。
ニワトリ一家
人間宅で金網の中で飼われていたニワトリ。シロとクロがニワトリを見て、かつての自分たちと同じように不自由な生活を強いられていると思い込み、彼らを自由の身にしようと勝手なことをしたため、オスのニワトリが二頭をつつき、罵声を浴びせた。この後、シロとクロが行方不明となる直前の姿を目撃していた。

#### 昆虫
ハエ
第一話に登場した。このハエのセリフが、作品中での最初の人間以外の動物の言葉である。電車の中に迷い込み、冷房で震えていたところをトーボに助けられた。
トンボ
トーボと諏訪ユリ子が初めて出会った時に、ユリ子の要求でトーボから話しかけられた。人間に話しかけられたことにびっくりして、どこかへ飛んで行ってしまった。
ニイニイゼミ
トーボが林間学校に行き、森の中で写生しているときに目の前の木にいた。日中の暑い時に大きな声で鳴いていたために岩城から石を投げつけられたところをヒグラシに見られ、バカにされた。
ヒグラシ
ニイニイゼミをうるさいとバカにした。ニイニイゼミからの提案で昼間に鳴いて注目された。

### 植物
マンジュシャゲ
宇宙人が連れてきた植物。変わった姿をしていたので、宇宙人には地球外生物と疑われていた。トーボが話しかけても無反応だったが、その後の会話を通じて普通のマンジュシャゲであることが分かった。

### その他
宇宙人（ピリピリ人）
たまにUFOに乗って地球を訪れている宇宙人。唐辛子のような形の頭で目が顔の前と後ろに二つずつある。背はトーボより高いが、足は短い。
普通の人間には見えず、トーボや犬たちにはUFOは見えるが、宇宙人はトーボにしか見えない（UFO内でよく見える光線を放てば犬でも見えるようになる）。トーボのことは以前から知っている様子で、トーボのことを「トーボさん」または「トーボちゃん」と呼ぶ。
母星の科学は非常に発達しており、時間を操作でき、光速以上の速度を出せるUFOを持っている。
ムジャラ
ピリピリ人のペット。見た目は毛むくじゃらで、大きさは人間の手のひらほど。顔らしきものはない。毛の一本が腕のような動きをする。
優秀な頭脳を持ち、とても礼儀正しい。日本語を含めたいくつかの地球の言語も話すことができ、テレパシーでの会話も可能である（トーボもテレパシーの会話がわずかながら可能）。
ピリピリ人が所用で出かけるときに、UFOで乗り物酔いになってしまったのでトーボが一日預かることになった。トーボの学校にも同行し、授業中にトーボに勉強を教えたことでしばらくトーボの家庭教師を務めることになった。再登場時には犬語も話せるようになっていた。
他の星の住人
トーボとクロがピリピリ人との宇宙旅行の時に訪れた星の住人。外観の異なる少なくとも三種の種族がいる。彼らにはトーボたちの姿は見えない。
ホタテ貝の貝殻のような船を漕いで海洋を移動し、適当な島に上陸した後、その星の魚を釣って食べる。各種族は争いを好まず、島の領有権の主張などは話し合いで解決する。
実際は、彼ら自身がある魚の餌としておびき寄せられていた。

## 動物たちとの会話の表現
動物たちとの会話は、ふきだしの囲いの描写を変えることで表現されている。人間のセリフは普通の形のふきだしだが、動物たちのセリフのふきだしは各動物を表すカタカナで囲んであり、例えば犬のセリフは「イヌイヌイヌ…」、猫は「ネコネコネコ…」と細かく書かれた文字で囲まれたふきだしとなっている。一方、トーボが動物たちと会話するときは「○○ゴ」で囲まれたふきだしになり、犬と会話中のセリフは「イヌゴイヌゴイヌゴ…」で囲まれたふきだしとなる（そうなっていない時もたまにある）。宇宙人やマンジュシャゲとの会話のふきだしの囲いは、それと分かるような模様で示してある。

## 続編について
本作品の最終話は、今後の展開を暗示する形で終了している。単行本最終巻には、再開させることができたらよろしく、というちばあきおの言葉が記されているが、その後のちばあきお本人の急逝により、続編が描かれることはなかった。